# Campionati del mondo di ciclismo su strada 2003 - Gara in linea maschile Under-23
La gara in linea maschile Under-23 dei Campionati del mondo di ciclismo su strada 2003 è stata corsa il 10 ottobre in Canada a Hamilton su un percorso totale di 174 km. L'uzbeco Sergej Lagutin vinse la gara con il tempo di 4h14'05", alla media di 40,994 km/h.
Partenza con 133 ciclisti, dei quali 93 completarono la gara.

## Squadre e corridori partecipanti
| N.    | Cod. | Squadra       |
| ----- | ---- | ------------- |
| 1-6   | ITA  | Italia        |
| 7-11  | ESP  | Spagna        |
| 12-16 | SUI  | Svizzera      |
| 17-18 | UZB  | Uzbekistan    |
| 19-23 | FRA  | Francia       |
| 24-28 | POR  | Portogallo    |
| 29-33 | BEL  | Belgio        |
| 34-38 | CAN  | Canada        |
| 39-41 | GBR  | Gran Bretagna |
| 42-44 | KAZ  | Kazakistan    |
| 45-46 | UKR  | Ukraina       |
| 47-50 | COL  | Colombia      |
| 51    | LUX  | Lussemburgo   |
| 52-54 | AUT  | Austria       |
| 55-59 | POL  | Polonia       |
| 60-62 | RSA  | Sud Africa    |
| 63-65 | LAT  | Lettonia      |
| 66-69 | AUS  | Australia     |
| 70-72 | VEN  | Venezuela     |
| 73    | CRO  | Croazia       |
| 74-75 | BLR  | Bielorussia   |

| N.      | Cod. | Squadra       |
| ------- | ---- | ------------- |
| 76-79   | NED  | Paesi Bassi   |
| 80      | JPN  | Giappone      |
| 81-85   | DEN  | Danimarca     |
| 86-89   | GER  | Germania      |
| 90-91   | LTU  | Lituania      |
| 92      | HUN  | Ungheria      |
| 93-97   | SLO  | Slovenia      |
| 98      | IRN  | Iran          |
| 99-100  | LIE  | Liechtenstein |
| 101-102 | MDA  | Moldavia      |
| 103-105 | IRL  | Irlanda       |
| 106     | ROM  | Romania       |
| 107-111 | RUS  | Russia        |
| 112-113 | SVK  | Slovacchia    |
| 114-117 | NOR  | Norvegia      |
| 118-122 | USA  | Stati Uniti   |
| 123-126 | SWE  | Svezia        |
| 127     | THA  | Tailandia     |
| 128     | FIN  | Finlandia     |
| 129-133 | EST  | Estonia       |

## Ordine d'arrivo (Top 10)
| Pos. | Corridore         | Squadra     | Tempo    |
| ---- | ----------------- | ----------- | -------- |
| 1    | Sergej Lagutin    | Uzbekistan  | 4h14'05" |
| 2    | Johan Vansummeren | Belgio      | s.t.     |
| 3    | Thomas Dekker     | Paesi Bassi | s.t.     |
| 4    | Jens Renders      | Belgio      | s.t.     |
| 5    | Matej Mugerli     | Slovenia    | s.t.     |
| 6    | Aleksandr Baženov | Russia      | s.t.     |
| 7    | Markus Fothen     | Germania    | s.t.     |
| 8    | Pieter Weening    | Paesi Bassi | s.t.     |
| 9    | Massimo Iannetti  | Italia      | s.t.     |
| 10   | Francisco Ventoso | Spagna      | a 9"     |